# باشگاه فوتبال وارینگتون ریلاندز
باشگاه فوتبال وارینگتون ریلاندز (انگلیسی: Warrington Rylands 1906 F.C.)یک باشگاه فوتبال در شهر وارینگتون، انگلیس است که در سال ۲۰۰۶ تأسیس شده‌است.